# Manuel Poceiro
Manuel Poceiro Carrera (Sevilla, 3 de enero de 1938) es un exfutbolista español que se desempeñaba como defensa.

## Clubes
| Club                       | País   | Año       |
| -------------------------- | ------ | --------- |
| Club de Fútbol Extremadura | España | 1958-1959 |
| Recreativo de Huelva       | España | 1961-1968 |